# Víctor Hugo Carrillo
Víctor Hugo Carrillo Casanova (Lima, 30 de octubre de 1975) es un exárbitro de fútbol peruano. Es oficial internacional de partidos de video de la FIFA y actualmente ocupa el cargo de Jefe Instructor de Árbitros y Árbitros VAR en la FPF.

## Carrera

### Arbitraje
Árbitro Oficial desde 1996, iniciando su labor en la Liga Provincial de Fútbol de Lima, dirigiendo en las distintas Ligas Distritales. Postuló a la Comisión Nacional de Árbitros de la Federación Peruana de Fútbol en el año 2000, promovido en diciembre del mismo año a la categoría de Segunda. En enero de 2002 ascendió a Primera y llegó a la Categoría Internacional en el 2005.
Víctor Hugo ha dirigido partidos de Copa Perú, Segunda Profesional y el Torneo Descentralizado, donde ha dirigido 12 partidos del clásico peruano entre Universitario de Deportes y Alianza Lima dirigiéndolo.
En el ámbito internacional desde el 2007, ha dirigido 101 partidos en Torneos de Clubes de la CONMEBOL (Copa Libertadores y Copa Sudamericana), final de la Recopa Sudamericana 2016 entre los equipos de River Plate (ARG) vs Independiente Santa Fe (COL). Clasificatorias Sudamericanas para la Copa Mundial de 2010, 2014, 2018 y 2022 (VAR). 
Fue cuarto árbitro en el mundial Brasil 2014, asistiendo en el arbitraje de Uruguay vs. Costa Rica y Colombia vs. Costa de Marfil.
Torneos CONMEBOL:
- Copa América Brasil 2021.
- Copa América Brasil 2019.
- Copa América Centenario.
- Copa América Chile 2015.
- Sudamericano Sub-20 Argentina 2013.
- Sudamericano Sub-20 Perú 2011.
- Sudamericano Sub-17 Chile 2009.
- Sudamericano Sub-15 Bolivia 2005.

Torneos FIFA:
- Copa Mundial Brasil 2014.
- Copa Mundial Sub-20 Turquía 2013.
- Copa Mundial Sub-17 México 2011.
- Copa Mundial de Clubes Emiratos Árabes Unidos 2010.